# Jeff Healey Band
Die Jeff Healey Band wurde 1986 von Jeff Healey, der seit seinem ersten Lebensjahr blind war, Joe Rockman und Tom Stephen gegründet. Die kanadische Band spielte einen traditionsbewussten Bluesrock.

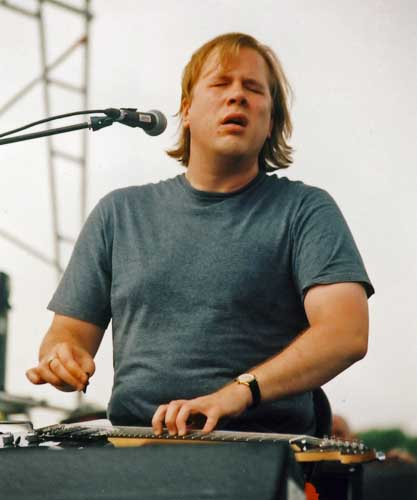
Jeff Healy 2002 beim Long Beach Blues Festival

## Bandgeschichte
Im Jahre 1988 wurde das Debüt-Album See the Light veröffentlicht, das sich auf Anhieb sehr gut verkaufte. Die Single Angel Eyes, geschrieben von John Hiatt, schaffte es in den USA bis unter die Top 5 der Charts. Der Titeltrack aus der Feder von Jeff Healey war einer der Live-Klassiker der Band.
1989 spielte die Band sich selbst als Rockband in dem Film Road House mit Patrick Swayze. Jeff Healey verkörperte darin den blinden Gitarristen Cody. 
George Harrison, Mark Knopfler und Jeff Lynne waren Gaststars auf der 1990er Produktion Hell to Pay, die sich stark Bluesrock-orientiert präsentierte. Am Folgealbum Feel This (1992) bemängelten Kritiker, es enthalte zu viele Klischees.
Am erfolgreichsten war die Jeff Healey Band, wenn sie Stücke anderer Songschreiber coverte. Konsequenterweise erschien daher 1995 das Album Cover to Cover. Es enthält Cover-Versionen von Rocksongs, die der Band von Fans vorgeschlagen worden waren, unter anderem Badge von Cream, Communication Breakdown von Led Zeppelin und Stuck in the Middle With You von Stealers Wheel. 
1999 wurde die Kompilation The Master Hits: Jeff Healey Band veröffentlicht.
Im Jahre 2000 kam Get Me Some auf den Markt, auf dem die Band wieder mit dem gewohnten Blues zu hören ist. 2005 erschien mit Live at Montreux das letzte Album der Band.
Jeff Healey verstarb am 2. März 2008 im Alter von 41 Jahren im St. Joseph’s Health Centre Krankenhaus in seiner Geburtsstadt Toronto an den Folgen des Retinoblastoms, eines bösartigen Netzhauttumors. Er litt zeit seines Lebens unter der Erkrankung, sie führte auch zu seiner frühen Erblindung. In den letzten Lebensjahren metastasierte der Tumor in den Lungen und Beinen Jeff Healeys. Er hinterließ seine Ehefrau und zwei Kinder.
Acht Jahre nach seinem Tod, im Jahr 2016, wurde das Album Heal My Soul veröffentlicht. In diesem Album fanden sich 12 bisher nicht veröffentlichte Aufnahmen von Jeff Healey und seiner Band.

## Diskografie
Für Chartplatzierungen, siehe: Jeff Healey#Diskografie
- See the Light (1988; Arista)
- Road House - The Original Motion Picture Soundtrack (1989; Arista), enthält neben Songs anderer Interpreten auch vier Stücke der Jeff Healey Band
- Hell to Pay (1990; Arista)
- Feel This (1992; Arista)
- Cover to Cover (1995; Arista)
- The Very Best of the Jeff Healey Band (1998; BMG), Greatest-Hits-Compilation
- Master Hits (1999; Arista), Greatest-Hits-Compilation der Arista-Jahre
- Get Me Some (2000; Forte)
- The Best of the Jeff Healey Band - Original Hits (2001; Paradiso), Greatest-Hits-Compilation, enthält die gleichen Songs wie das 1998er Album von BMG
- Platinum & Gold Collection (2004; Arista), Greatest-Hits-Compilation der Arista-Jahre
- Live at Montreux 1999 (2005; Eagle), auch als DVD veröffentlicht
- Legacy: Volume One (2008; Arbor), kanadische Greatest-Hits-Compilation, enthält Bonus-DVD mit Live-Aufnahmen
- Live at Grossman’s - 1994 (2011; Eagle Records)
- As the years go passing by (2013, InAkustik Records)
- Heal My Soul (2016; Provogue)